# أوستين باور
أوستين باور (بالإنجليزية: Austin James Bauer)‏ هو لاعب كرة الريشة كندي، ولد في 7 فبراير 1997 في كالغاري في كندا.

## وصلات خارجية
- أوستين باور على موقع BWF.tournamentsoftware.com (الإنجليزية)
- أوستين باور على موقع BWFbadminton.com (الإنجليزية)